# Paropsis delittlei
Paropsis delittlei es una especie de insecto coleóptero de la familia Chrysomelidae, descrita en 1983 por Selman.